# Amauris tartarea
Amauris tartarea är en fjärilsart som beskrevs av Paul Mabille 1876. Amauris tartarea ingår i släktet Amauris och familjen praktfjärilar. Inga underarter finns listade i Catalogue of Life.